# M58 (motorväg)
M58 är en motorväg i Storbritannien som går mellan Liverpool och Wigan. Motorvägen binder ihop motorvägarna M6 och M57.